# 제프 잭슨 (정치인)
제프리 닐 잭슨(Jeffrey Neale Jackson, 1982년 9월 12일 ~ )은 미국의 정치인으로 제52대 노스캐롤라이나주의 법무장관이다.

## 학력
- 에모리 대학교 인문사회 학사
- 에모리 대학교 인문사회 석사
- 노스캐롤라이나 대학교 채플힐 법무박사

## 경력
- 2014.05 ~ 2023.01 제152·153·154·155대 노스캐롤라이나주 제37선거구 상원의원
- 2023.01 ~ 2024.12 제118대 미국 노스캐롤라이나 제14선거구 연방하원의원
- 2025.01 ~ 제52대 노스캐롤라이나주 법무장관

## 역대 선거 결과
| 선거명      | 직책명                               | 대수  | 정당   | 득표율  | 득표수      | 결과 | 당락                           |
| ----------- | ------------------------------------ | ----- | ------ | ------- | ----------- | ---- | ------------------------------ |
| 2014년 선거 | 상원의원 (노스캐롤라이나 제37부)     | 152대 | 민주당 | 100.00% | 31,392표    | 1위  | 노스캐롤라이나 주의원 당선     |
| 2016년 선거 | 상원의원 (노스캐롤라이나 제37부)     | 153대 | 민주당 | 67.94%  | 57,804표    | 1위  | 노스캐롤라이나 주의원 당선     |
| 2018년 선거 | 상원의원 (노스캐롤라이나 제37부)     | 154대 | 민주당 | 78.05%  | 52,261표    | 1위  | 노스캐롤라이나 주의원 당선     |
| 2020년 선거 | 상원의원 (노스캐롤라이나 제37부)     | 155대 | 민주당 | 54.99%  | 64,562표    | 1위  | 노스캐롤라이나 주의원 당선     |
| 2022년 선거 | 시의원 (샬럿 제7선거구)              | -대   | 무소속 | 0.06%   | 6표         | 4위  | 낙선                           |
| 2022년 선거 | 하원의원 (노스캐롤라이나 제14선거구) | 118대 | 민주당 | 57.71%  | 148,738표   | 1위  | 노스캐롤라이나주 하원의원 당선 |
| 2024년 선거 | 노스캐롤라이나 법무장관              | 52대  | 민주당 | 51.43%  | 2,874,960표 | 1위  | 노스캐롤라이나주 법무장관 당선 |